# Kermit Driscoll
Kermit Driscoll (* 4. března 1956 Kearney) je americký kontrabasista a baskytarista. Ve svých pěti letech začal hrát na klavír, později na saxofon a ve třinácti na baskytaru. Později byl členem rockové kapely. V letech 1975 až 1978 studoval na Berklee College of Music. V roce 1987 začal spolupracovat s kytaristou Billem Frisellem. Členem jeho kvartetu byl až do roku 1996. Spolu se členy souboru Soldier String Quartet nahrál originální hudbu skladatele Johna Calea pro film Střelila jsem Andyho Warhola. Během své kariéry spolupracoval s mnoha dalšími hudebníky, mezi něž patří například Wayne Horvitz, Henry Kaiser, John Zorn a Emil Viklický. V roce 2010 vydal vlastní album Reveille, na němž se podíleli kytarista Bill Frisell, klavírista Kris Davis a bubeník Vinnie Colaiuta.